# Andrássy Máté
Andrássy Máté (Budapest, 1980. május 12. –) magyar színész.

## Élete
1996–2000 között az esztergomi Temesvári Pelbárt Ferences Gimnáziumban tanult. 2001–2002 között a Pesti Magyar Színiakadémia tanulója, majd 2002–2006 között a Színház- és Filmművészeti Egyetem hallgatója volt. 2006–2008 között a debreceni Csokonai Színház tagja. 2008–2022 között játszott a Forte Társulat előadásaiban, mellette 2013-tól a székesfehérvári Vörösmarty Színház tagja.

## Színházi szerepei
A Színházi adattárban regisztrált bemutatóinak száma: 51.
- 2004 – Alkésztisz - Színház- és Filmművészeti Egyetem (Ódry Színpad)
- 2004 – Andromakhé - Színház- és Filmművészeti Egyetem (Ódry Színpad)
- 2006 – 44 FEET - Színház- és Filmművészeti Egyetem (Ódry Színpad)
- 2006 – Karnyóné - Színház- és Filmművészeti Egyetem (Ódry Színpad)
- 2006 – Királyasszony lovagja - Színház- és Filmművészeti Egyetem (Ódry Színpad)
- 2006 – Shakespeare: Hamlet - Színház- és Filmművészeti Egyetem (Ódry Színpad)
- 2006 – Szép Ernő: Patika, rendező: Babarczy László (Ódry Színpad)
- 2006 – Városok dzsungelében, rendező: Zsótér Sándor (Ódry Színpad)
- 2006 – West Side Story, rendező: Szergej Maszlobojscsikov
- 2007 – Frank Wedekind: A tavasz ébredése, rendező: Horváth Csaba (Csokonai Színház, Debrecen)
- 2007 – Shakespreare: A vihar, rendező: Viktor Rizsakov
- 2008 – Evangélium, koreográfus-rendező: Horváth Csaba (Zsámbéki Színházi Bázis)
- 2008 – Mágnás Miska, rendező: Göttinger Pál
- 2008 – Móricz Zsigmond: Úri muri, rendező: Vidnyánszky Attila
- 2008 – Szálinger Balázs: Kalevala, koreográfus-rendező: Horváth Csaba (MODEM)
- 2009 – Dürrenmatt: A fizikusok, rendező: Horváth Csaba (Sanyi és Aranka Színház)
- 2009 – Etűdök/Csak a felhők, koreográfus-rendező: Horváth Csaba  (Móricz Zsigmond Színház, Nyíregyháza)
- 2009 – Gorkij: Éjjeli menedékhely, rendező: Horváth Csaba (József Attila Színház)
- 2009 – Isteni vidékek, koreográfus-rendező: Horváth Csaba (Trafó)
- 2009 – Ne kíméld, akiket szeretsz, rendező: Hajdu Szabolcs (Zsámbéki Színházi Bázis)
- 2009 – Shakespeare: Hamlet, rendező: Zsótér Sándor (József Attila Színház)
- 2009 – TÁP Színház: Kurátorok, rendező: Vajdai Vilmos
- 2010 – Berlioz: Faust elkárhozása, rendező: Lukáts Andor (Művészetek Palotája)
- 2010 – Erkel: Sakk-játék, koreográfus-rendező: Horváth Csaba (Gyulai Várszínház)
- 2010 – Így jár az, aki távoli ismeretlen hangtól megijed, koreográfus-rendező: Horváth Csaba (West-Balkán)
- 2010 – PANkreátorok, Aranytíz
- 2010 – Samuel Beckett: Godot-ra várva, koreográfus-rendező: Horváth Csaba (Trafó)
- 2010 – Szálinger Balázs: A tiszta méz, rendező: Horváth Csaba (József Attila Színház)
- 2011 – Egy olasz szalmakalap, rendező: Zsótér Sándor (József Attila Színház)
- 2011 – Egyfelvonásosok, koreográfus: Horváth Csaba (Katona József Színház)
- 2011 – Revolution, rendező: Nigel Charnock (Trafó)
- 2011 – Ruben Brandt, koreográfus-rendező: Horváth Csaba (Műcsarnok)
- 2011 – Shakespeare: Troilus és Cressida, koreográfus-rendező: Horváth Csaba (Gyulai Várszínház)
- 2012 – A néma tanú, rendező: Barnák László (Interaktív Vacsoraszínház)
- 2012 – Elveszett férfiak, koreográfus-rendező: Horváth Csaba (REÖK, Szeged)
- 2012 – Fekete Ádám: Puccs, szereplő-rendező (Sanyi és Aranka Színház)
- 2012 – Henrik Ibsen: Peer Gynt, koreográfus-rendező: Horváth Csaba (Temesvári Csiky Gergely Állami Magyar Színház)
- 2012 – Koto és Kaori, koreográfus-rendező: Horváth Csaba (Trafó)
- 2013 – A fösvény, rendező: Hargitai Iván (Vörösmarty Színház, Székesfehérvár)
- 2013 – Agota Kristof: A nagy füzet, rendező: Horváth Csaba (Szkéné Színház)
- 2013 – Igor Sztravinszkij: A menyegző, koreográfus-rendező: Horváth Csaba (Művészetek Palotája)
- 2013 – Justine, rendező: Kálmán Eszter (Trafó Kortárs Művészetek Háza)
- 2013 – Küszöb, rendező: Hegymegi Máté (Ódry Színpad)
- 2014 – 3:1 a szerelem javára, rendező: Bagó Bertalan (Vörösmarty Színház, Székesfehérvár)
- 2014 – A félkegyelmű, koreográfus-rendező: Hargitai Iván (Vörösmarty Színház, Székesfehérvár)
- 2014 – Helen Edmundson: Irtás, rendező: Horváth Csaba (Szkéné Színház)
- 2014 – Mester és Margarita, koreográfus-rendező: Hargitai Iván (Vörösmarty Színház, Székesfehérvár)
- 2014 – Pillangó, koreográfus-rendező: Horváth Csaba (Vörösmarty Színház, Székesfehérvár)
- 2015 – Elhanyagolt férfiszépségek (Dumaszínház - Füge Produkció)
- 2015 – Federico García Lorca: Vérnász, rendező: Horváth Csaba (Vörösmarty Színház, Székesfehérvár)
- 2015 – Fjodor Dosztojevszkij: Bűn és bűnhődés, rendező: Horváth Csaba (Szkéné Színház)
- 2015 – Shakespeare: Hamlet, koreográfus-rendező: Szikora János (Vörösmarty Színház, Székesfehérvár)
- 2015 – Tar Sándor-Keresztury Tibor: A te országod, rendező: Horváth Csaba (Trafó Kortárs Művészetek Háza)
- 2016 – Gerhart Hauptmann: Patkányok – Spitta lelkész, Dr. Kegel, Schierke, rendező: Horváth Csaba (Szkéné Színház)
- 2016 – Pintér Béla: Szutyok, rendező: Hargitai Iván (Vörösmarty Színház, Székesfehérvár)
- 2016 – Robert Musil: A rajongók, rendező: Szikora János (Vörösmarty Színház, Székesfehérvár)
- 2016 – Vajda Katalin: Anconai szerelmesek, rendező: Lendvai Zoltán (Vörösmarty Színház, Székesfehérvár)
- 2017 – Carmen, rendező: Horváth Csaba (Vörösmarty Színház, Székesfehérvár)

## Film és TV-s szerepei
- 2007 – Liberté ’56, rendező: Vidnyánszky Attila
- 2008 – A tavasz ébredése, rendező: Horváth Csaba
- 2012, 2013, 2015, 2017 – Munkaügyek – IrReality show (TV-sorozat)
- 2014–2015 – Fapad, rendező: Zomborácz Virág, Fazekas Péter, László Péter (TV-sorozat)
- 2017 – Egynyári kaland
- 2021 – Űrpiknik, rendezőː Badits Ákos
- 2021 – Kilakoltatás, rendezőː Fazekas Máté

## Díjai, elismerései
- Vörösmarty-gyűrű (2018)[2]